# الدوري الهولندي لكرة السلة 2016–17
الدوري الهولندي لكرة السلة 2016–17 هو الموسم 75 من  الدوري الهولندي لكرة السلة. فاز فيه دونار ‏.